# 日本水準原点

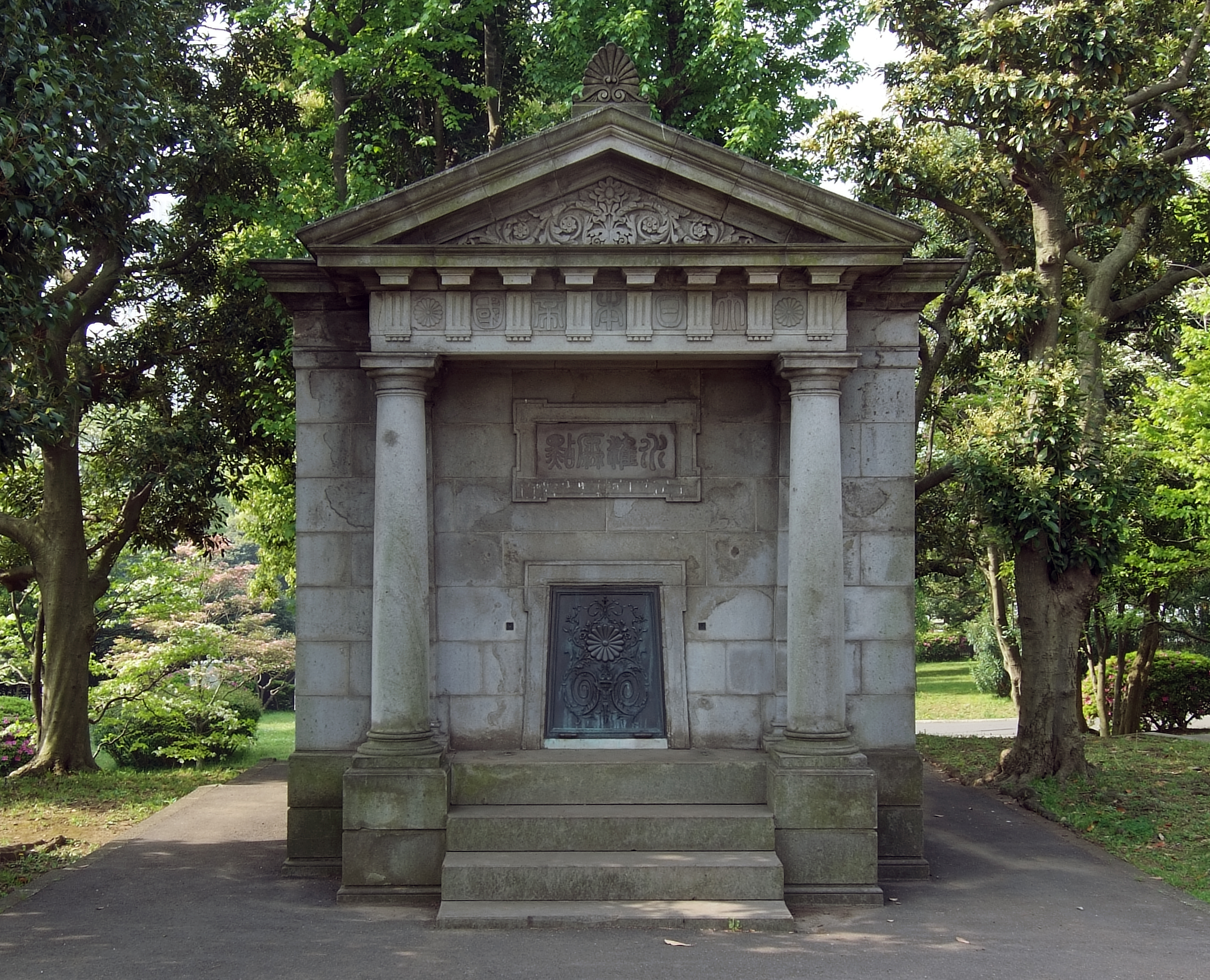
日本水準原点標庫（水淮厵點）

日本水準原点（にほんすいじゅんげんてん、英語: Japanese datum of leveling）は、日本の水準測量の基準点（ただし、本土から遠く離れた離島の標高を除く。）である。東京都千代田区永田町1丁目にある日本水準原点標庫（にほんすいじゅんげんてんひょうこ）という建物の中にある。周囲の附属標石を含め、国の重要文化財でもある。
日本水準原点の東京湾平均海面（Tokyo Peil：T.P.）からの標高は 2011年10月21日以降は、24.3900 mである。なお、「Peil」は、水位または基準面を表すオランダ語である（nl:Peil）。量水標の項を参照。

## 所在地
東京都千代田区永田町1丁目1番2 国会前庭洋式庭園内（国会前庭北地区、憲政記念館構内）。北緯 35度40分37.9899秒、東経 139度44分52.2492秒。

## 歴史

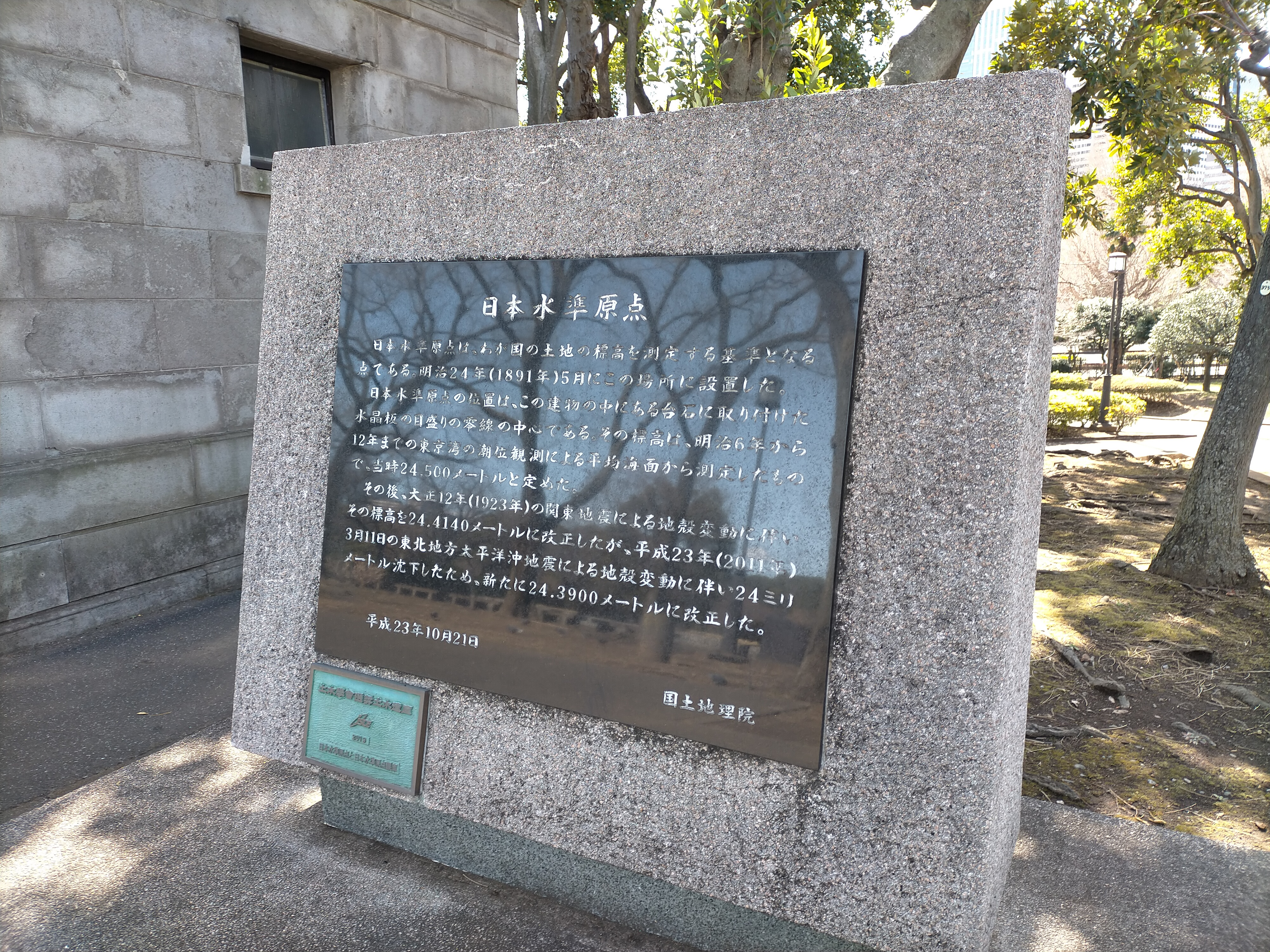
日本水準原点標庫横の石碑

1890年8月に工事計画がなされ、同年12月24日指令により創工され1891年5月、かつて参謀本部陸地測量部が存在した現在地に竣工設置された。
古くからの台地上にあり、地盤沈下の影響を避けることができる。また標庫の基礎は地下10余mの安定地層から築いてあるので、原点の高さに狂いが生じる心配はないとされている。
しかし原点の高さは不変ではない。原点を設置した当初の標高は、T.P.+24.5000 mだった。その後1923年9月1日に関東地震（関東大震災）が発生。地殻変動が生じたため、再測量によってT.P.+24.4140 mに改定された。
さらに、2011年3月11日に発生した東北地方太平洋沖地震（東日本大震災）によって24 mm沈下したため、原点標高はT.P.+24.3900 mに改正された。水準原点のジオイド高は、36.7071 m である。したがって、水準原点の楕円体高は、36.7071 m + 24.3900 m = 61.0971 m となる。
なお、これと同時に日本経緯度原点の経度も東経139度44分28.8759秒から同139度44分28.8869秒へと0.0110秒改正された（緯度は改正されず）。
| 東京湾の平均海面からの標高 | 東京湾の平均海面からの標高 |
| -------------------------- | -------------------------- |
| 1891年                     | 24.5000 m                  |
| 1923年                     | 24.4140 m                  |
| 2011年                     | 24.3900 m                  |

原点標高は神奈川県三浦市の国土地理院油壷験潮場の験潮（検潮）と、定期的に行われる原点水準測量によって点検されている。

## 水準原点の付属点
水準原点の周囲には、万一に原点が失われたときに原点を復元するための付属点が5箇所ある。引照点の一種である。それぞれ、甲号、乙号、丙号、丁号、戊号となっている。丁号のみ地上にあり、他は蓋で覆われた地中にある。

## 東京湾平均海面
東京湾平均海面（Tokyo Peil：T.P.）とは、全国の標高の基準となる海水面の高さである。「東京湾中等潮位」とも呼ばれる。実際の測量の基準としては、本土から遠く離れた離島を除いては（後述）、日本水準原点が使われる。
測量法では「平均海面」の用語を用いているが、水路業務法では「平均水面」の用語を用いていることに注意すべきである。水路業務法は、海面以外の湖や河川の水面についても適用があるため、「水面」を用いているものである。
日本水準原点の最初の標高 24.5000メートルの数値は、1884年、霊岸島量水標（現在の東京都中央区新川、当時の隅田川河口にあたる。）における1873年6月から1879年12月までの毎日（一時期欠測あり）の満干潮位を測定して平均値を算出し、量水標の読み（荒川工事基準面、Arakawa Peil、A.P.）で1.1344メートルを東京湾平均（中等）海面 「T.P.」（Tokyo Peil）とし、この位置をゼロメートルとして全国の標高の基準と定めた。
東京湾平均海面が定められるまでの水準測量は、各地の主要河川の河口に量水標と呼ばれる験潮場を設置し、その記録によって求めた平均潮位をもとに地域ごとに基準を定めていた。その名残りが日本各地の河川・港湾における「特殊基準面」と言われているものである。

### 離島における高さの基準
本土から遠く離れた離島においては日本水準原点からの高さを知ることが困難（「水準原点と結合できない」という。）であるため、その離島における平均海面の高さが測量の基準になっている。例えば沖縄本島の高さの基準は、中城湾の平均海面である。
2003年時点で、高さの原点数値が定められている離島は次の37島である。
佐渡島，飛島，粟島，伊豆大島，三宅島，隠岐島前，隠岐島後，奄美大島，沖縄島，宮古島，石垣島，奥尻島，与論島，喜界島，伊平屋島，伊是名島，伊江島，津堅島，粟国島，渡名喜島，久米島，久高島，渡嘉敷島，座間味島，阿嘉島，南大東島，伊良部島，多良間島，西表島，鳩間島，小浜島，黒島，波照間島，与那国島，福江島，種子島，対馬

## 日本水準原点標庫

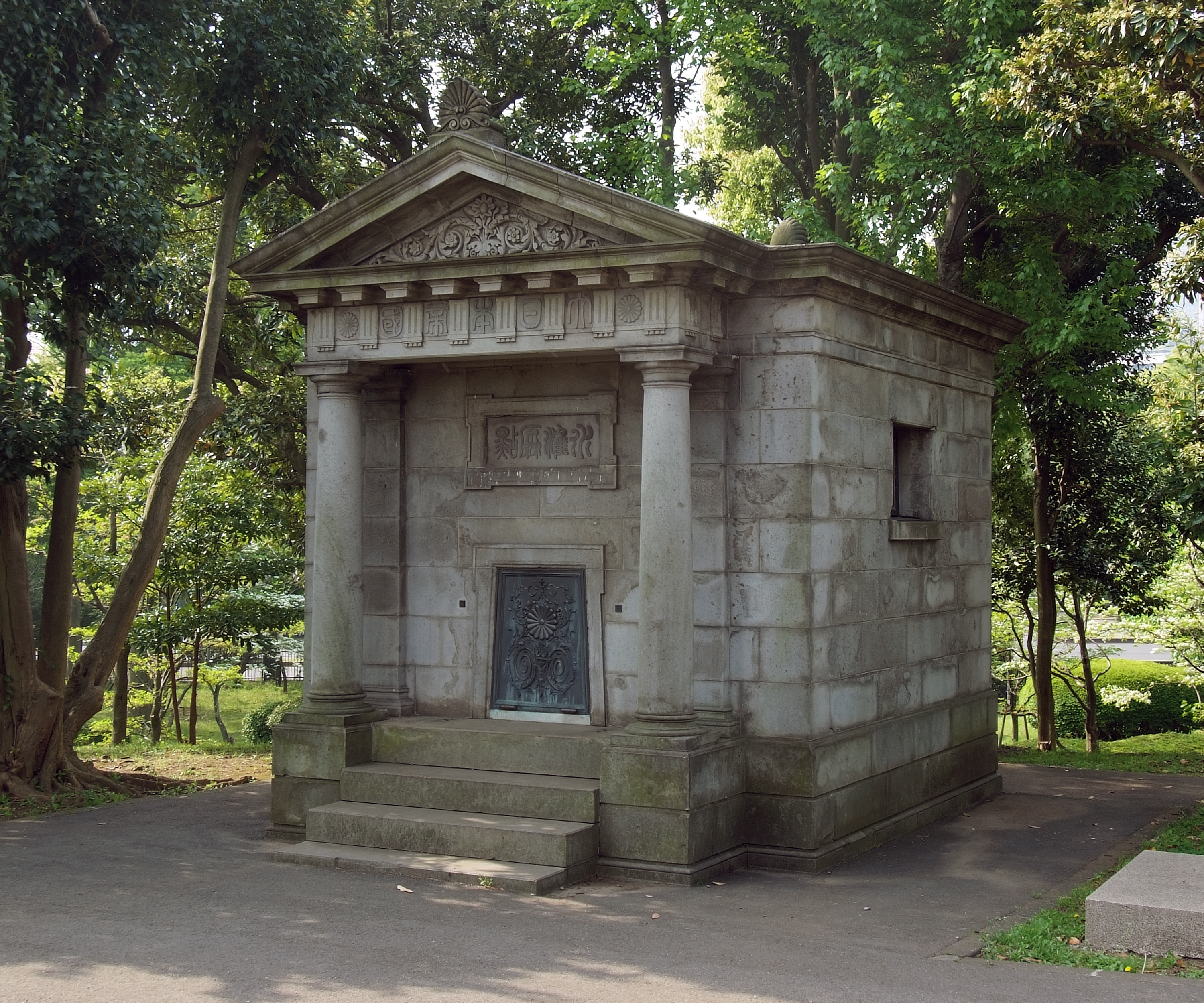
日本水準原点標庫

日本水準原点標庫は、日本水準原点を保護するための建物である。原点は日本水準原点標庫の内部正面にある、菊花紋章をあしらった黒い蓋を外したところに存在する。誤解または混同されがちであるが、建物自体が水準原点であるわけではない。
設計者は佐立七次郎。佐立の最初期の作品である。施工は清水組（現：清水建設）。
建物は石造で平家建。建築面積は14.93 m2で軒高3.75 m、総高4.3 m。正面のプロポーションは柱廊とその上部のエンタブラチュア（帯状部）とペディメント（三角妻壁）のレリーフの装飾で特徴づけられる。石造による小規模な作品であるがローマ風神殿建築に倣い、ドーリア式オーダー（配列形式）をもつ本格的な様式建築で明治期の数少ない近代洋風建築として建築史上貴重なものである。
なおエンタブラチュアのフリーズ部分には菊紋と共に右から「大日本帝󠄁國」と刻まれており、「大日本帝国」号を残す数少ない公的建造物でもある。

## 指定文化財等
以下の物件が2019年12月27日、国の重要文化財に指定された。指定名称は「日本」を冠称しない「水準原点」。
- 水準原点
  - 原点 1基
  - 掩蓋（えんがい） 1棟（※「掩蓋」は「標庫」のこと）
  - 附：附属標石3基 甲乙丙号よりなる 石製

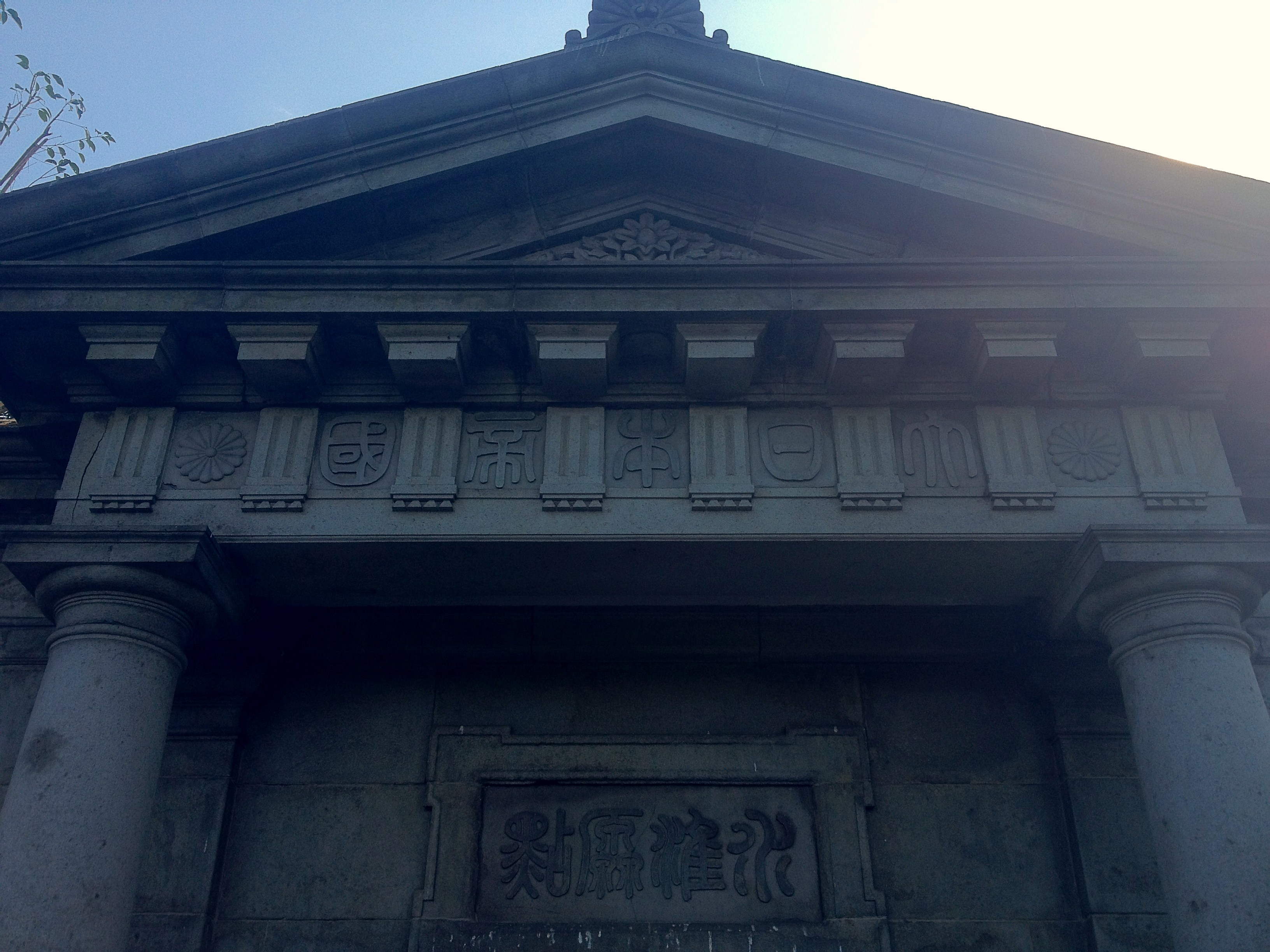
日本水準原点標庫上部
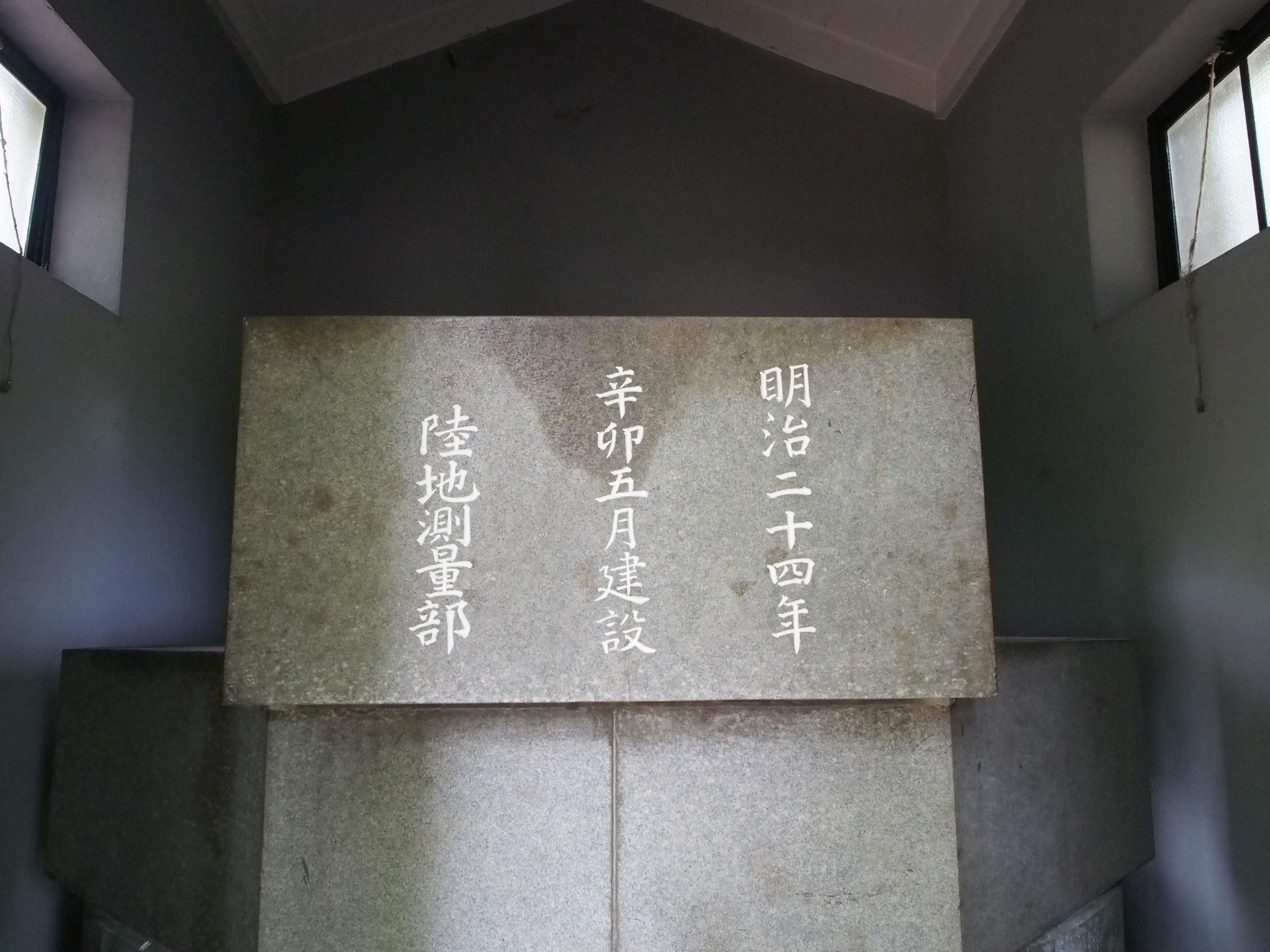
標庫内部（背面より）
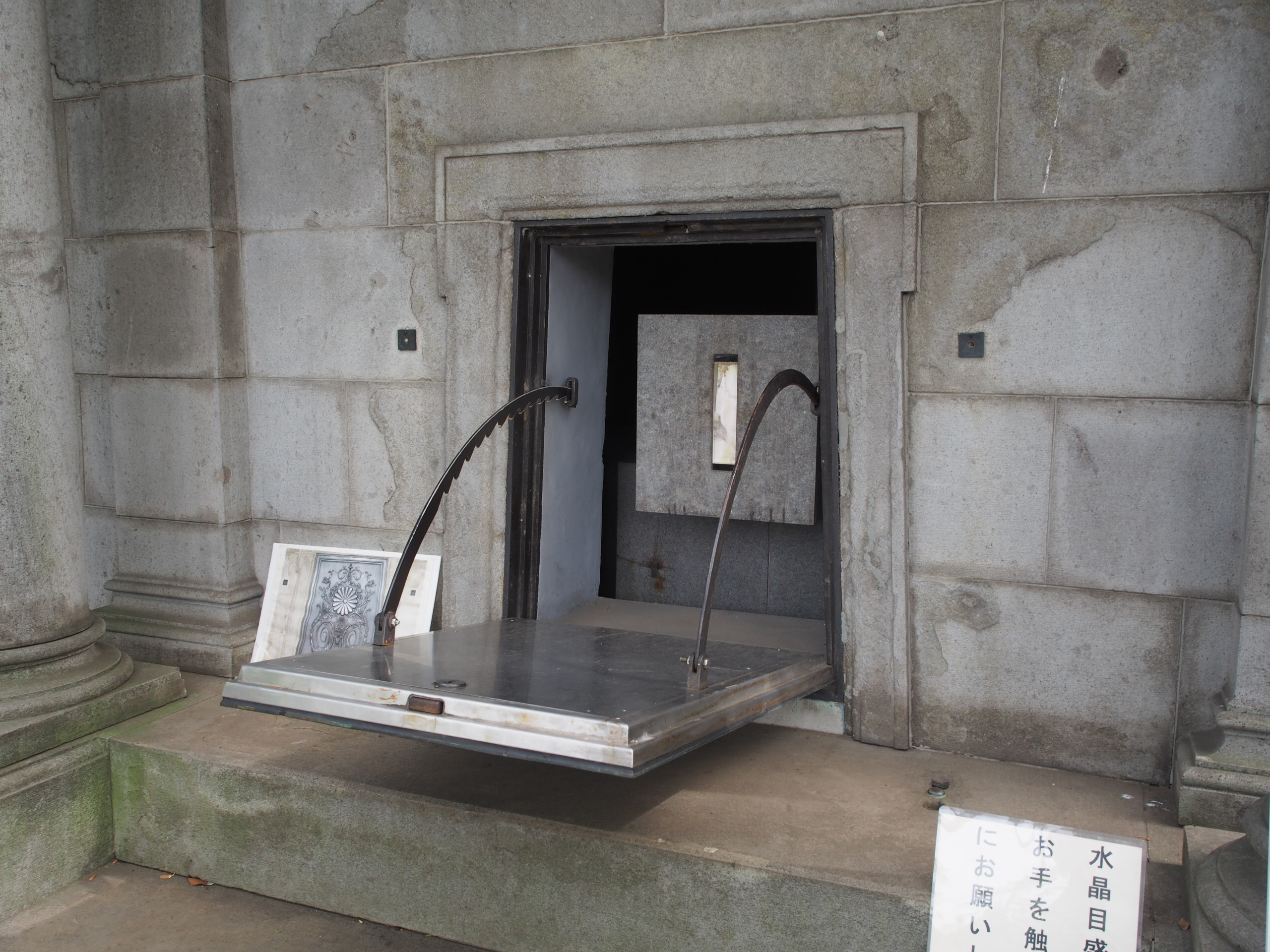
標庫内部一般公開時の様子
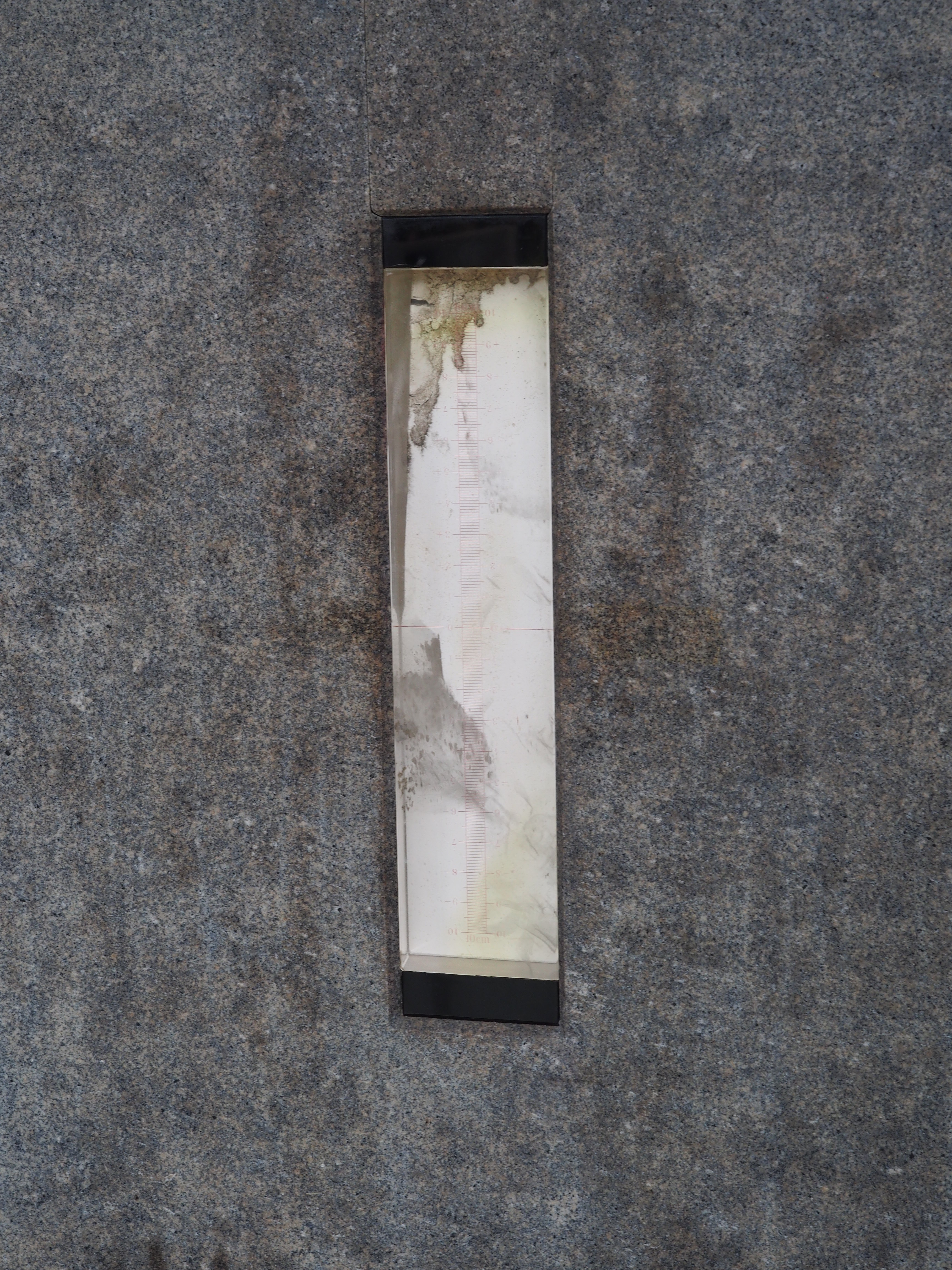
標庫内にある水晶板目盛り

また、同年に「日本水準原点と日本水準原点標庫」は土木学会選奨土木遺産にも選ばれた。

## 記念切手
1991年5月30日、日本水準原点の設置から100周年になるのを記念して「日本水準原点100周年記念切手」が発行された。62円切手1種で、発行枚数1600万枚。
図案は日本水準原点標庫を背後に、明治・大正期の水準測量作業に使用されたドイツ製水準儀「カール・バンベルヒ一等水準儀」（国立科学博物館所蔵）を前景に配している。